# 卢瓦尔河畔拉姆奈
卢瓦尔河畔拉姆奈（法語：Lamenay-sur-Loire，法語發音：[lamnɛ syʁ lwaʁ]）是法国涅夫勒省的一个市镇，位于该省南部，卢瓦尔河左岸，南侧与阿列省接壤，属于讷韦尔区。

## 地理
卢瓦尔河畔拉姆奈（46°45'43"N, 3°33'44"E）面积11.53 平方千米，位于法国勃艮第-弗朗什-孔泰大區涅夫勒省，该省份为法国中部省份，北至约讷省，西北接卢瓦雷省，西接谢尔省，南至阿列省，东南接索恩-卢瓦尔省，东临科多尔省。
与卢瓦尔河畔拉姆奈接壤的市镇（或旧市镇、城区）包括：卢瓦尔河畔加奈、沙兰、科赛、圣伊莱尔方丹。
卢瓦尔河畔拉姆奈的时区为UTC+01:00、UTC+02:00（夏令时）。

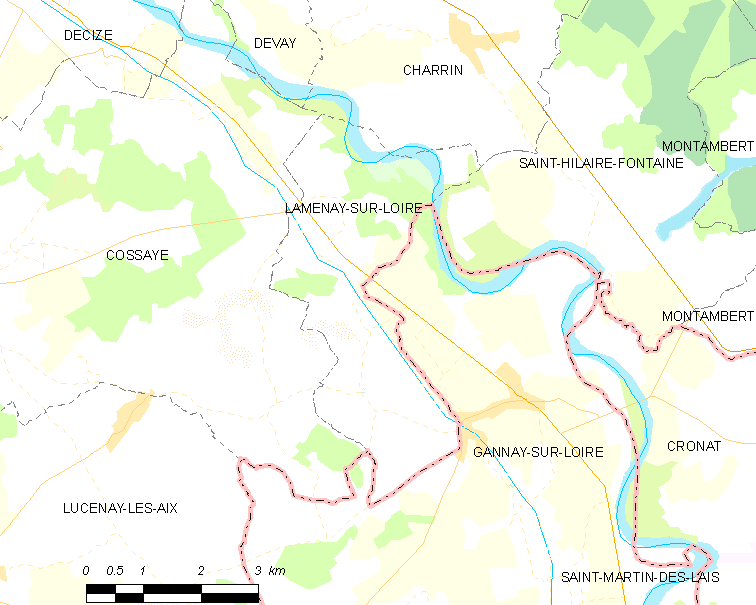
卢瓦尔河畔拉姆奈的OSM定位图

## 行政
卢瓦尔河畔拉姆奈的邮政编码为58300，INSEE市镇编码为58137。

## 政治
卢瓦尔河畔拉姆奈所属的省级选区为德西兹县。

## 交通
涅夫勒省省道D22线、D116线和D240线在境内交汇。

## 人口

1962-2008年间卢瓦尔河畔拉姆奈人口变化图示

卢瓦尔河畔拉姆奈于2022年1月1日时的人口数量为68人。